# Uwe Dignaß
Uwe Dignaß (* 31. März 1963) ist ein deutscher Torwarttrainer und ehemaliger Fußballtorhüter.

## Karriere
Dignaß spielte als Torhüter bis 1986 zunächst in Dinslaken für den dort ansässigen VfB Lohberg; zu Beginn in der Verbandsliga Niederrhein, die letzten beiden Saisons – Abstieg bedingt – in der Landesliga Niederrhein.
Zur Saison 1986/87 vom Bundesligisten Fortuna Düsseldorf verpflichtet, gehörte er dem Verein bis zum Saisonende 1988/89 an – die letzten beiden Saisons jedoch in der 2. Bundesliga. In dieser Spielklasse kam er am 18. Juni 1989 am 38. und letzten Spieltag zu seinem einzigen Pflichtspiel, das in Berlin mit 7:2 gegen Blau-Weiß 90 Berlin gewonnen wurde.
Für den Berliner Verein – zu diesem gewechselt – bestritt er in der Saison 1989/90 vom 10. bis zum 17. Spieltag acht Punktspiele in Folge (1 S, 2 U, 5 N) und das am 23. September 1989 mit 2:4 beim 1. FC Schweinfurt 05 verlorene Zweitrundenspiel im DFB-Pokal-Wettbewerb.
Losgelöst vom Profi-Fußball, gehörte er von 2019 bis 2021 dem Weseler SV an, für den er in seiner ersten Saison nochmals sechs Spiele in der Kreisliga C, Gruppe 2, Rees & Bocholt bestritt und zudem in Personalunion dort als Torwarttrainer agierte.
Mit Saisonbeginn 2022/23 übt er diese Funktion bei der DJK BV Labbeck-Uedemerbruch in der Kreisliga B, Gruppe 2, Kleve & Geldern, aus.